# Lee Yoo-mi
Lee Yoo-mi (en hangul, 이유미; nacida el 18 de julio de 1994 en Jeonju), es una actriz surcoreana.

## Carrera
Es miembro de la agencia Baro Entertainment.
Debutó en publicidad en 2009. En televisión, en cambio, su debut llegó en 2010, en la serie juvenil Future Boy, con el personaje de Seo Yeon-doo. Ese mismo año tuvo lugar su primera aparición en la gran pantalla, con un pequeño papel como la hija de Kim Tae-won en The Yellow Sea.
En noviembre de 2021 se anunció que estaba en pláticas para unirse al elenco de la serie Mental Coach Jegal; en ella interpreta a Cha Ga-eul, una ex medallista de patinaje de velocidad en pista corta de clase mundial que ha caído en una depresión.

## Filmografía

### Películas
| Año   | Título                     | Papel                         | Ref.          |
| ----- | -------------------------- | ----------------------------- | ------------- |
| 2010  | The Yellow Sea             | Hija de Kim Tae-won           | [ 1 ]         |
| 2012  | Grape Candy                | Seon Joo (de joven)           | [ 4 ]         |
| 2013  | The Russian Novel          | Yoo Mi                        | [ 4 ]         |
| 2013  | Hwayi: A Monster Boy       | Amiga de Yoo Kyung            | [ 4 ]         |
| 2013  | Rough Play                 | Chica en anuncio publicitario |               |
| 2015  | The Avian Kind             | So-nyeo                       | [ 5 ]         |
| 2016  | Like a French Film         | Su-bin                        | [ 4 ]         |
| 2016  | Will You Be There?         | Yeon-ah                       |               |
| 2017  | Superpower Girl            | Maeng Ju-ri                   | [ 6 ]         |
| 2017  | The Heartbeat Operator     | Hye-eun                       | [ 7 ]         |
| 2018  | Never Ever Rush            | Hana                          | [ 2 ]         |
| 2018  | Outdoor Begins             | Ma-ri                         | [ 8 ]         |
| 2018  | The Whispering             | Byun Ji-eun                   |               |
| 2018  | Park Hwa Young             | Se Jin                        | [ 9 ]         |
| 2021  | Young Adult Matters        | Yoon Se-jin                   | [ 10 ] [ 11 ] |
| 2021  | Hostage: Missing Celebrity | Ban So-yeon                   | [ 12 ]        |
| 2022  | New Normal                 | Hyun-soo                      | [ 13 ] [ 14 ] |
| 2022  | Today's Superpower         | Ji-woo                        | [ 14 ]        |
| Prog. | Rain Angel                 | Ye-ji                         | [ 15 ]        |

### Series de televisión
| Año  | Título                                     | Papel                | Canal | Notas                | Ref.                 |
| ---- | ------------------------------------------ | -------------------- | ----- | -------------------- | -------------------- |
| 2010 | Future Boy                                 | Seo Yeon-doo         |       |                      | [ 2 ]                |
| 2015 | Cheo Yong 2                                | Song Da-jung         | MBC   | Cameo (episodio 6)   | [ 16 ]               |
| 2017 | Children of the 20th Century               | Mi Dal / Jo Min-hyun | MBC   |                      | [ 17 ]               |
| 2018 | Voice 2                                    | Hwang Hee-joo        | OCN   | Cameo (episodio 3)   | [ 18 ]               |
| 2018 | Just Dance 2017 Let Me Love You Zedd Remix | Kim Do-yeon          |       |                      | [ 19 ]               |
| 2019 | Doctor John                                | Na Kyung-ah          | SBS   |                      | [ 20 ]               |
| 2020 | Drama Stage – Everyone Is There            | Lee Gyu-jin          | tvN   | Drama en un capítulo | [ 21 ]               |
| 2020 | 365: Repeat the Year                       | Kim Se-rin           | MBC   |                      | [ 22 ]               |
| 2022 | Mental Coach Jegal                         | Cha Ga-eul           | tvN   |                      | [ 23 ] [ 24 ] [ 25 ] |
| 2022 | If You Wish Upon Me                        | Mujer joven          | KBS2  | Cameo (episodio 16)  | [ 26 ]               |
| 2022 | American Horror Story: NYC                 |                      | FX    |                      | [ 27 ]               |
| 2023 | Nam-soon, una chica superfuerte            | Kang Nam-soon        | JTBC  |                      | [ 28 ] [ 29 ]        |

### Series web
| Año  | Título                          | Papel                       | Plataforma                  | Ref.          |
| ---- | ------------------------------- | --------------------------- | --------------------------- | ------------- |
| 2018 | A Trivial Afternoon in the City | Shin Na-ra                  | Naver TV, YouTube, Facebook | [ 30 ]        |
| 2018 | It's Okay To Be Sensitive       | Ye-ji                       | Naver TV, YouTube, Facebook | [ 31 ]        |
| 2021 | El juego del calamar            | Ji-young (jugadora n.º 240) | Netflix                     | [ 32 ]        |
| 2022 | Estamos muertos                 | Lee Na-yeon                 | Netflix                     | [ 33 ]        |
| 2024 | El Sr. Plancton                 | Cho Jae-mi                  | Netflix                     | [ 34 ] [ 35 ] |

## Premios y nominaciones
| Año  | Premios                                | Categoría                                    | Trabajo                                                                | Resultado       | Ref.          |
| ---- | -------------------------------------- | -------------------------------------------- | ---------------------------------------------------------------------- | --------------- | ------------- |
| 2021 | Blue Dragon Film Awards                | Mejor actriz revelación                      | Young Adult Matters                                                    | Nominada        | [ 36 ] [ 37 ] |
| 2021 | 30th Annual Buil Film Awards           | Mejor actriz revelación                      | Young Adult Matters                                                    | Ganadora        | [ 38 ] [ 39 ] |
| 2021 | Cine 21 Awards                         | Mejor actriz revelación                      | Young Adult Matters y Hostage: Missing Celebrity                       | Ganadora        | [ 40 ]        |
| 2021 | Kinolights Awards                      | Actriz nacional del año                      | El juego del calamar, Young Adult Matters y Hostage: Missing Celebrity | Cuarta posición | [ 41 ]        |
| 2021 | Korean Film Writers Association Awards | Mejor actriz revelación                      | Young Adult Matters y Hostage: Missing Celebrity                       | Ganadora        | [ 42 ]        |
| 2022 | APAN Star Awards                       | Premio a la excelencia, actriz en serie web  | El juego del calamar y Estamos muertos                                 | Nominada        | [ 43 ]        |
| 2022 | 58th Baeksang Arts Awards              | Mejor actriz revelación - cine               | Young Adult Matters                                                    | Ganadora        | [ 44 ] [ 45 ] |
| 2022 | 58th Baeksang Arts Awards              | Mejor actriz revelación - televisión         | Estamos muertos                                                        | Nominada        | [ 46 ]        |
| 2022 | Gold Derby Awards                      | Mejor actriz invitada en una serie dramática | El juego del calamar                                                   | Ganadora        | [ 47 ]        |
| 2022 | Primetime Emmy Awards                  | Mejor actriz invitada en una serie dramática | El juego del calamar                                                   | Ganadora        | [ 48 ]        |